# Фурманов Дмитро Андрійович
Фу́рманов Дмитро́ Андрі́йович (26 жовтня (7 листопада) 1891 —  15 березня 1926) — російський радянський письменник, військовий і політичний діяч.

## Біографія
Народився 26 жовтня (7 листопада) 1891 року в селі Середа Нерехтського повіту Костромської губернії (тепер місто Фурманов Івановської області) в селянській родині.
У 1909–1912 роках навчався в реальному училищі міста Кінешма.
У 1912–1914 роках навчався на філологічному факультеті Московського університету. В роки Першої світової війни був братом милосердя.
У 1917–1918 роках — есер-максималіст, згодом — анархіст. З 1918 року член РКП(б).
Учасник громадянської війни в Росії: з січня 1919 року — комісар 25-ї стрілецької дивізії, з серпня 1919 року — начальник політуправління Туркестанського фронту, з березня 1920 року — уповноважений по Семиріченській області, брав участь у придушенні антирадянського повстання в Семиріччі, знищенні врангелевського десанту на Кубані.
З 1921 року в Москві, на літературній роботі. У 1924 році закінчив факультет суспільних наук Московського університету.
У 1924–1925 роках — секретар Московської асоціації пролетарських письменників (МАПП).
Помер 15 березня 1926 року від менінгіту. Похований в Москві на Новодівочому цвинтарі.

## Літературна діяльність
Друкуватись почав у 1912 році. В роки Громадянської війни в Росії виступав, головно, як публіцист.
Найбільш відомими творами Д. Фурманова є:
- «Чапаєв» (роман, 1923);
- «Заколот» (роман, 1925);
- «Червоний десант» (повість, 1922);
- «У вісімнадцятому році» (Повість, 1923);
- цикл нарисів про М. В. Фрунзе (1925).

Твори Д. Фурманова перекладено як іноземними, так і мовами народів СРСР. Роман «Чапаєв» був екранізований братами Васильєвими, однойменна стрічка здобула всесвітнє визнання.

## Нагороди
У 1922 році наказом РВРР № 73 нагороджений орденом Червоного Прапора за керівництво військами при знищенні Улагаєвського десанту в 1920 році.

## Пам'ять
Колишнє село Середа, у якому народився Д. Фурманов, названо на його честь (місто Фурманов, Івановська область).
Ім'ям Д. Фурманова названо вулиці в багатьох містах Росії, України, Казахстану.
П. Купріяновський написав і видав друком книгу «Невідомий Фурманов».
Також Д. А. Фурманов є героєм популярних анекдотів.